# ادعني فرانسيس تاكيت (رواية)
ادعني فرانسيس تاكيت (بالإنجليزية: Call Me Francis Tucket)‏ هي الرواية الثانية في سلسلة مغامرات تاكيت من المؤلف غاري بولسن. يبلغ فرانسيس تاكيت في هذه الرواية عامه الخامس عشر، حيث يقرر العودة إلى المدينة المتحضرة. قبل عام من الآن، شرد فرانسيس عن أهله حين كان متوجهًا معهم إلى الغرب بواسطة عربتهم، ثم التقطه عائلة باوني. نشرت دار راندوم هاوس هذه الرواية أول مرة عام 1995.
ضمّت هذه الرواية إلى مجموعة قصصية لاحقًا سميت بمغامرات تاكيت جمبًا إلى جمب مع بقية روايات سلسلة تاكيت، وأطلقت إلى السوق عام 2003 بواسطة دار راندوم هاوس.